# س. أ. جاي كودي
س. أ. جاي كودي (بالإنجليزية: C. A. J. Coady)‏ هو فيلسوف أسترالي، ولد في 18 أبريل 1936 في سيدني في أستراليا.